# 朝鲜茴芹
朝鲜茴芹（学名：[Pimpinella koreana] 错误：{{Lang}}：文本有斜体标记（帮助））为伞形科茴芹属的植物。分布在日本、朝鲜以及中国大陆的浙江等地，多生长于林下及河边湿润处，目前尚未由人工引种栽培。